# Quint Servili Cepió (cònsol 140 aC)
Quint Servili Cepió (en llatí Quintus Servilius Q. F. CN. N. Caepio) va ser un magistrat romà. Era fill de Gneu Servili Cepió III (Cneus Servilius CN. F. CN. N. Caepio). Formava part de la gens Servília, i era de la família dels Cepió.
Va ser elegit cònsol l'any 140 aC amb Gai Leli Sapiens. Com a cònsol va substituir al seu germà Quintus Fabius Maximus Servilianus en la direcció de la guerra lusitana contra Viriat. El seu germà havia fet un tractat de pau amb Viriat que havia estat confirmat pel senat, però Cepió, al·legant que el tractat era desfavorable per Roma, va convèncer el senat d'atacar a Viriat primer de manera encoberta i després reprendre la guerra obertament. Viriat va enviar uns ambaixadors a Cepió, per restablir la pau i el cònsol els va subornar i els va convèncer d'assassinar al cap lusità. Quan van tornar al campament van sorprendre a Viriat dormint i el van matar (139 aC). Els assassins van fugir al campament romà, però aquesta mort no va acabar la guerra. Els lusitans van enterrar a Viriat i van elegir cabdill a Tàutal que va seguir lluitant contra els romans i va portar una expedició contra Sagunt. Rebutjat pels romans, va creuar el Betis, perseguit de prop per Cepió, i veient que no li podia fer front, es va rendir amb totes les seves tropes al general romà. Cepió els va privar de les seves armes, però els va donar una porció de terra per evitar que es convertissin en lladres o saltejadors per manca de recursos.
Cepió va tractar als seus soldats amb una gran crueltat i severitat, cosa que el va fer tan impopular, tant, que va ser gairebé assassinat pels seus homes en una ocasió.
Ciceró diu que Quint Servili Cepió i el seu germà Gneu Servili Cepió eren dels millors entre els oradors romans del seu temps. Diu també que van ajudar molt als seus clients pel seu bon consell i la seva oratòria, però encara més per la seva autoritat i influència. Van ser testimonis de càrrec contra Quint Pompeu Aule.